# Andreas Vojta
Andreas Vojta, född 9 juni 1989, är en friidrottare från Österrike. Han deltog vid olympiska sommarspelen 2012.